# Az Amerikai Egyesült Államok nemzeti parkjai

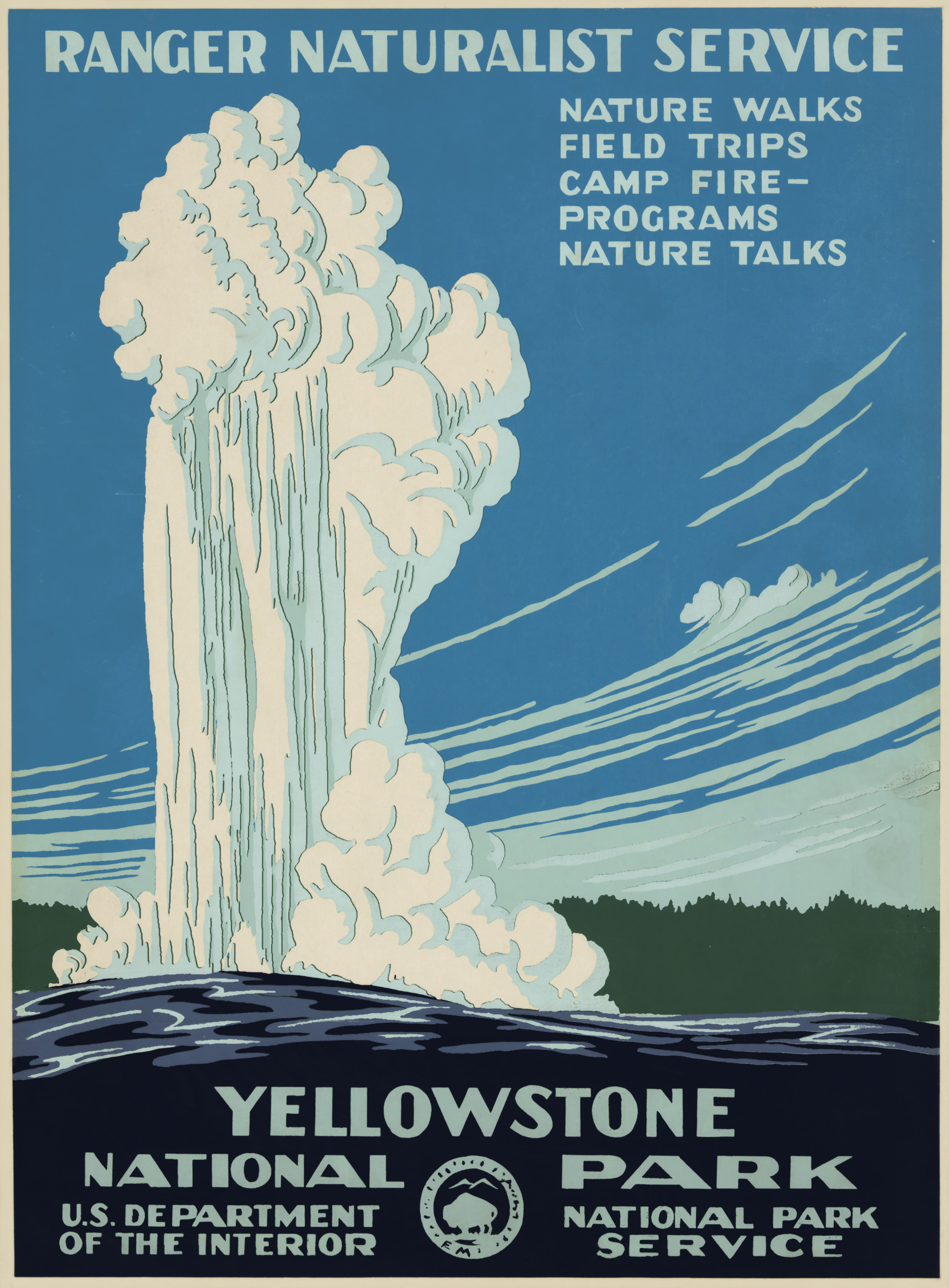
1938-ban kiadott plakát, amely az első nemzeti parkot, a Yellowstone-t hirdeti

Az Amerikai Egyesült Államok nemzeti parkjait a Nemzeti Park Szolgálat, a Belügyminisztérium egyik osztálya felügyeli. Az ország 63 nemzeti parkkal rendelkezik, amelyeket a Kongresszus minősít védett területnek. Ezeket szépségük, geológiai különlegességük, sokszínű ökoszisztémájuk és rekreációs felhasználásuk alapján választják ki. Ugyan a Nemzeti Parkrendszer összes tagja jogilag egyenlő szinten áll (az ügynökség felügyeli többek között az összes nemzeti emlékművet és vadrezervátumot is), a nemzeti parkok általában nagyobbak, illetve a vadászat és más hasonló káros kitermelő tevékenység be vannak tiltva. A nemzeti emlékművek leggyakrabban történelmi vagy régészeti jelentőséggel rendelkeznek. Nyolc nemzeti park (amiből hat Alaszka területén található) egyben vadrezervátum is, ami annyit jelent, hogy a területüket egy adminisztrációs egységnek tekintik, de nem tartoznak egybe, így az alábbi listán se szerepel az adott parkok vadrezervátumokhoz tartozó statisztikái. A Nemzeti Parkrendszer 425 egységet kezel az országban, amiket gyakran általánosan nemzeti parkoknak neveznek, de hivatalos megjelölésük általában ettől eltér.
A világ első nemzeti parkját, a Yellowstone-t létrehozó törvényjavaslatot Ulysses S. Grant írta alá 1872-ben, amit a Mackinac Nemzeti Park követett (ez csak húsz évig, 1875 és 1895 között volt életben), majd a Rock Creek Park, amely később a National Capital Park része lett, illetve a Sequoia és a Yosemite 1890-ben. A Nemzeti Parkrendszert 1916-ban hozták létre, a nemzeti parkok felügyelésére és azok természeti jellegzetességeinek megőrzésére. Sok jelenlegi nemzeti park korábban nemzeti emlékmű vagy más hasonló megjelöléssel rendelkezett, amit a Kongresszus vagy az elnök adott nekik, napjainkban is használt megnevezésük megszerzése előtt. A legújabb nemzeti park a New River Gorge és a legújabb, amely korábban nem volt védett terület pedig Amerikai Szamoa Nemzeti Parkja. Vannak egyes nemzeti parkok, amik korábban viselték a megnevezést, de azt azóta elveszítették vagy megszűntek. A parkok közül tizennégy UNESCO világörökség, huszonegy bioszféra-rezervátum és nyolc mindkét program része.
Harminc államnak, illetve Amerikai Szamoának és a Virgin-szigeteknek van nemzeti parkja. Kalifornia területén van a legtöbb, kilenc, amit Alaszka követ nyolccal, Utah öttel és Colorado néggyel. A legnagyobb nemzeti park az alaszkai Wrangell-Saint Elias, aminek területe 32 375 km2, nagyobb, mint az ország legkisebb kilenc állama. A következő három legnagyobb park szintén Alaszkában található. A legkisebb park a Gateway Arch, amely Saint Louis belvárosában helyezkedik el, mindössze 0,7804 km2. A hatvanhárom nemzeti park területe összesen nagyjából 212 000 km2, amely két és félszer akkora, mint Magyarország. Átlagosan a parkok területe 3 370 km2.
A nemzeti parkok 2021-ben voltak a leglátogatottabbak, összesen 92 millió emberrel. A Great Smoky Mountains (Észak-Karolina és Tennessee) a legnépszerűbb park 1944 óta, 2022-ben 13 millió látogatója volt. A legkevesebb látogatóval rendelkező park pedig a Gates of the Arctic Alaszkában (9500, 2022).

## Lista
Jelmagyarázat
  UNESCO Világörökség (VÖ)
  UNESCO bioszféra-rezervátum (BR)
  Mindkettő UNESCO-program része
| Név                          | Kép                                         | Helyszín                                                                                             | Alapítás dátuma      | Terület (2023) | Látogatók (2022) | Leírás |
| ---------------------------- | ------------------------------------------- | --- | -------------------- | -------------- | ---------------- | --- |
| Acadia                       |                                             | Maine é. sz. 44,35°, ny. h. 68,21°44.350000°N 68.210000°WAcadia                                      | 1919. február 26.    | 198,6 km2      | 3 970 260        | A parkhoz tartozik a Mount-Desert-Island és a közeli kisebb szigetek nagy része. Itt található a Cadillac Mountain, ami az Egyesült Államok keleti partjának legmagasabb csúcsa, illetve erdők, folyók és több tó is. |
| Amerikai Szamoa              | A white sand beach and verdant peaks        | Amerikai Szamoa d. sz. 14,25°, ny. h. 170,68°14.250000°S 170.680000°WNational Park of American Samoa | 1988. október 31.    | 33,4 km2       | 1887             | Az ország legdélibb nemzeti parkja, három szamoai szigetet ölel fel a Csendes-óceánban. A védelmének fő céljai korallzátonyok, esőerdők, vulkanikus hegyek és tengerpartok. Ezek mellett otthont ad olyan fajoknak, mint repülőkutyák, barna szulák, tengeri teknősök és több, mint kilencszáz halfaj. |
| Arches                       | Delicate Arch, an iconic natural arch       | Utah é. sz. 38,68°, ny. h. 109,57°38.680000°N 109.570000°WArches                                     | 1971. november 12.   | 310,3 km2      | 1 460 652        | A park több, mint kétezer természetes boltívnek ad otthont, amik közül a legnépszerűbbek a Delicate Arch, a Landscape Arch és a Double Arch. Ezeket több millió évnyi erózió következtében alakultak ki. |
| Badlands                     |                                             | Dél-Dakota é. sz. 43,75°, ny. h. 102,50°43.750000°N 102.500000°WBadlands                             | 1978. november 10.   | 982,4 km2      | 1 006 809        | A Badlands területén található meg a legtöbb emlős-fosszília az eocén és oligocén korokból. Jelenkori életvilágához tartoznak bölények, kanadai vadjuhok, feketelábú görények és prérikutyák. |
| Big Bend                     |                                             | Texas é. sz. 29,25°, ny. h. 103,25°29.250000°N 103.250000°WBig Bend                                  | 1944. június 12.     | 3242,2 km2     | 514 107          | A Rio Grande egyik legnagyobb kanyaráról elnevezett park az amerikai-mexikói határon helyezkedik el, felölelve a Chihuahuan-sivatag nagy részét. Itt található ezek mellett a Chisos-hegység, illetve kréta és harmadidőszaki fosszíliák. (BR) |
| Biscayne                     |                                             | Florida é. sz. 25,65°, ny. h. 80,08°25.650000°N 80.080000°WBiscayne                                  | 1980. június 28.     | 700 km2        | 701 023          | A Biscayne-öböl középső részét öleli fel, a park nagy része víz alatt található, a Florida Keys északi csúcsánál. Négy, kapcsolódó tengeri ökoszisztémája van: egy mangroveerdő, a Bay, a Keys és a korallzátonyok. Veszélyeztetett állatai közé tartoznak a következő fajok: a karibi manátusz, a hegyesorrú krokodil, több teknősfaj és a vándorsólyom is.                                                                     |
| Black Canyon of the Gunnison |                                             | Colorado é. sz. 38,57°, ny. h. 107,72°38.570000°N 107.720000°WBlack Canyon of the Gunnison           | 1999. október 21.    | 124,6 km2      | 297 257          | A park védelme alatt van a Gunnison folyó egy negyede és az azt körülvevő kanyon. Észak-Amerika legrégebbi kőzetei itt találhatóak, népszerű falmászó és rafting hely. A kanyon fala gneisz és kristályos pala. |
| Bryce Canyon                 | Panorama view from Inspiration Point        | Utah é. sz. 37,57°, ny. h. 112,18°37.570000°N 112.180000°WBryce Canyon                               | 1928. február 25.    | 145 km2        | 2 354 660        | A Bryce Canyon egy amfiteátrum alakú homokkő-képződmény, a Paunsaugunt-fennsík területén. A területet eredetileg amerikai őslakosok, majd mormonok lakták be. |
| Canyonlands                  |                                             | Utah é. sz. 38,20°, ny. h. 109,93°38.200000°N 109.930000°WCanyonlands                                | 1964. szeptember 12. | 1366,2 km2     | 779 147          | A terület napjainkban, erózió következtében, kanyonok, tanúhegyek és platók labirintusa. Mindezek fő okozói a Colorado, a Green folyók és mellékfolyóik. |
| Capitol Reef                 | Cassidy Arch at Capitol Reef                | Utah é. sz. 38,20°, ny. h. 111,17°38.200000°N 111.170000°WCapitol Reef                               | 1971. december 18.   | 979 km2        | 1 227 608        | A parkban jól láthatók a Föld rétegei. Ezek mellett vannak monolitok, homokkődombok és tanúhegyek. |
| Carlsbad Caverns             |                                             | Új-Mexikó é. sz. 32,17°, ny. h. 104,44°32.170000°N 104.440000°WCarlsbad Caverns                      | 1930. május 14.      | 189,3 km2      | 390 932          | A Carlsbad Caverns barlangrendszerhez 117 barlang tartozik, amelyek közül a leghosszabb 120 mérföld (190 km). Ezen barlangok adnak otthont több, mint 400 ezer mexikói szelindekdenevérnek. (VÖ) |
| Channel Islands              |                                             | Kalifornia é. sz. 34,01°, ny. h. 119,42°34.010000°N 119.420000°WChannel Islands                      | 1980. március 5.     | 1009,9 km2     | 323 245          | A nyolc szigetből öt védett, a park területének több, mint fele víz alatt található. A szigetek több, mint kétezer fajnak adnak otthont, amelyek közül 145 itt őshonos, mint a szigeti szürkeróka. (BR) |
| Congaree                     | Cyprus trees along a creek                  | Dél-Karolina é. sz. 33,78°, ny. h. 80,78°33.780000°N 80.780000°WCongaree                             | 2003. november 10.   | 108 km2        | 204 522          | A Congaree folyó partján fekvő park Észak-Amerika legnagyobb ártéri őserdeje. Egyes fái a legmagasabbak az ország keleti oldalán. (BR) |
| Crater Lake                  | Snowy view of Crater Lake                   | Oregon é. sz. 42,94°, ny. h. 122,10°42.940000°N 122.100000°WCrater Lake                              | 1902. május 22.      | 741,5 km2      | 527 259          | A Crater Lake a Mount Mazama vulkán kalderájában található meg. Az Egyesült Államok legmélyebb tava, kiemelkedő kékségéről és tisztaságáról ismert. A tóból semmilyen módon nem tud kijutni vagy bejutni a víz, így csak csapadék tölti fel. |
| Cuyahoga Valley              |                                             | Ohio é. sz. 41,24°, ny. h. 81,55°41.240000°N 81.550000°WCuyahoga Valley                              | 2000. október 11.    | 131,8 km2      | 2 913 312        | A vízesésekkel, dombokkal és turistautakkal tűzdelt park a Cuyahoga folyó partján fekszik. A területen látható több, vidéki élettel kapcsolatos kiállítás is, illetve történelmi jelentőségű hídak, lakóházak. |
| Death Valley                 | Sand dunes and rocky peaks                  | Kalifornia, Nevada é. sz. 36,24°, ny. h. 116,82°36.240000°N 116.820000°WDeath Valley                 | 1994. október 31.    | 13793,3 km2    | 1 128 862        | Death Valley az Egyesült Államok – és egyben a világ egyik – legmelegebb és legszárazabb területe, a hőmérsékletek az 57 °C-ot is elérték. A park védettsége alá tartozik a Badwater-medence, ami az Egyesült Államok legalacsonyabban fekvő területe (–86 m). A védett régióban több, mint ezer növényfaj él. (BR) |
| Denali                       | View of Denali from Wonder Lake             | Alaszka é. sz. 63,33°, ny. h. 150,50°63.330000°N 150.500000°WDenali                                  | 1917. február 26.    | 19185,8 km2    | 427 562          | A park központjában az Alaszkai-hegység és a Denali hegycsúcs áll, ami Észak-Amerika legmagasabbja. A parkban egyetlen út létezik, ami a Wonder Lake tóhoz vezet és leggyakrabban csak busszal érhető el. A park álatvilágához olyan fajok tartoznak, mint a grizzly medve, az alaszkai vadjuh, a jávorszarvas, a rénszarvas és farkasok. (BR)                                                                                   |
| Dry Tortugas                 | Aerial view of Fort Jefferson               | Florida é. sz. 24,63°, ny. h. 82,87°24.630000°N 82.870000°WDry Tortugas                              | 1992. október 26.    | 261,8 km2      | 78 488           | A Dry Tortugas szigetei a Florida Keys legnyugatibb csúcsán helyezkednek el és itt található a polgárháború idejéből megmaradt Fort Jefferson. A parkhoz tartoznak többek között korallzátonyok, hajóroncsok és csak hajóval vagy repülővel elérhető. (BR) |
| Everglades                   |                                             | Florida é. sz. 25,32°, ny. h. 80,93°25.320000°N 80.930000°WEverglades                                | 1934. május 30.      | 6106,5 km2     | 1 155 193        | Az Everglades az Egyesült Államok legnagyobb trópusi vadonja. A mangrove-, és trópusi esőerdő ökoszisztémája harminchat védett fajnak ad otthont, mint például a floridai puma, a hegyesorrú krokodil és a karibi manátusz. Egyes területeken végeztek építészeti munkálatokat, de a cél az ökológia visszaállítása. (VÖ) (BR)                                                                                                   |
| Gates of the Arctic          | View of the winding Alatna River            | Alaszka é. sz. 67,78°, ny. h. 153,30°67.780000°N 153.300000°WGates of the Arctic                     | 1980. december 2.    | 30448,1 km2    | 9457             | Az ország legészakibb nemzeti parkja egy nagy területű vadont véd Alaszkában. Több alaszkai őslakos népnek is ad otthont, akik ezen a földön élnek több, mint tizenegyezer éve. |
| Gateway Arch                 | Night view of St Louis and the Gateway Arch | Missouri é. sz. 38,63°, ny. h. 90,19°38.630000°N 90.190000°WGateway Arch                             | 2018. február 22.    | 0,8 km2        | 1 618 774        | A Gateway Arch egy 192 méter magas és széles láncgörbe boltív Saint Louis-ban, amit az 1960-as években építettek Lewis és Clark expedíciója emlékére. Az expedíciót Thomas Jefferson kezdeményezte, az ország nyugati felé való terjeszkedése céljából. Nem messze található az Old Courthouse, ahol megszületett a döntés, amely szerint rabszolgák nem voltak az ország állampolgárai. Található itt egy földalatti múzeum is. |
| Glacier                      | Mountain Goat at Hidden Lake                | Montana é. sz. 48,80°, ny. h. 114,00°48.800000°N 114.000000°WGlacier                                 | 1910. május 11.      | 4100 km2       | 2 908 458        | A Waterton-Glacier Nemzetközi Békepark amerikai fele, huszonhat gyorsan csökkenő gleccsert tartalmat és több, mint 130 tavat, a Sziklás-hegység csúcsai körül. Találhatók itt fosszíliák és a park ad otthont a Triple Divide Peak hegycsúcsnak is. (VÖ) (BR) |
| Glacier Bay                  |                                             | Alaszka é. sz. 58,50°, ny. h. 137,00°58.500000°N 137.000000°WGlacier Bay                             | 1980. december 2.    | 13044,6 km2    | 545 758          | A Glacier Bay több gleccsert, hegységet, fjordokat és esőerdőket is tartalmaz. Sok grizzly medve, havasi kecske, bálna, fóka és sas él itt. 1794-ben George Vancouver fedezte fel, az egész öböl jégbe volt borítva, azóta 105 kilométerrel vonult vissza a gleccser. (VÖ) (BR) |
| Grand Canyon                 |                                             | Arizona é. sz. 36,06°, ny. h. 112,14°36.060000°N 112.140000°WGrand Canyon                            | 1919. február 26.    | 4862,9 km2     | 4 732 101        | A Grand Canyont a Colorado folyó vájta ki, 446 kilométer hosszan, 24 kilométer szélesen és egyes helyeken 1,6 kilométer mélyen. A kanyont sok millió évnyi erózió alakította ki. (VÖ) |
| Grand Teton                  | The "Cathedral Group" mountains             | Wyoming é. sz. 43,73°, ny. h. 110,80°43.730000°N 110.800000°WGrand Teton                             | 1929. február 26.    | 1254,7 km2     | 2 806 223        | A Grand Teton a Teton-hegység legmagasabb csúcsa. A park része a Jackson Hole völgy is, ahol sok tó és őshonos élővilág található. (BR) |
| Great Basin                  |                                             | Nevada é. sz. 38,98°, ny. h. 114,30°38.980000°N 114.300000°WGreat Basin                              | 1986. október 27.    | 312,3 km2      | 142 115          | Nevada második legmagasabb hegycsúcsa, a Wheeler Peak körülött fekszik a park. A Great Basin Nemzeti Park ötezer éves fenyőket, kőgleccsert és a Lehman Caves barlangrendszert védi. A civilizációtól való távolsága miatt az ország legsötétebb éjszakai égboltja itt látható. A park fajai közé tartoznak virginiai nagyfülű denevérek és villásszarvú antilopok.                                                              |
| Great Smoky Mountains        | Fog at Great Smoky Mountains                | Észak-Karolina, Tennessee é. sz. 35,68°, ny. h. 83,53°35.680000°N 83.530000°WGreat Smoky Mountains   | 1934. június 15.     | 2114,2 km2     | 12 937 633       | A Great Smoky Mountains hegység több, mint négyszáz gerinces fajnak, száz fafajnak és további ötezer növényfajnak ad otthont. A park sok kirándulót vonz és több, mint 1300 kilométernyi ösvénnyel rendelkezi a látogatók számára. Ezek mellett halászat és lovaglás is a gyakori időtöltések közé tartozik. (VÖ) (BR) |
| Guadalupe Mountains          |                                             | Texas é. sz. 31,92°, ny. h. 104,87°31.920000°N 104.870000°WGuadalupe Mountains                       | 1972. szeptember 30. | 349,5 km2      | 219 987          | A park része a Guadalupe hegycsúcs, Texas legmagasabb pontja és a McKittrick Canyon. Érinti ezek mellett a Chihuahuan-sivatagot és egy fosszilizált korallzátonyt. |
| Haleakalā                    | Haleakalā crater                            | Hawaii é. sz. 20,72°, ny. h. 156,17°20.720000°N 156.170000°WHaleakalā                                | 1961. július 1.      | 135,5 km2      | 1 087 616        | A Haleakalā vulkán Maui szigetén egy kiemelkedően nagy kráterrel rendelkezik. A parkban található meg a szigeteken őshonos hawaii lúd, illetve itt él a legtöbb védett faj az Egyesült Államok területén. (BR) |
| Hawaii Vulkánok              | Sulfur at Halemaumau vent                   | Hawaii é. sz. 19,38°, ny. h. 155,20°19.380000°N 155.200000°WHawaiʻi Volcanoes                        | 1916. augusztus 1.   | 1395,4 km2     | 1 580 961        | A park a hawaii Nagy Szigeten található és a Kilauea, illetve Mauna Loa vulkánoknak ad otthont, amik a világ legaktívabb geológiai helyszínei. Ökoszisztémája sokszínű, trópusi erdők és lávamezők is megtalálhatók területén. (VÖ) (BR) |
| Hot Springs                  |                                             | Arkansas é. sz. 34,51°, ny. h. 93,05°34.510000°N 93.050000°WHot Springs                              | 1921. március 4.     | 22,5 km2       | 2 646 133        | Hot Springs területét eredetileg 1832-ben a Kongresszus tette meg védett területnek, így az első park volt, ami a Nemzeti Park Szolgálat felügyelete alá tartozott. Az első nemzeti park, ami egy város területén helyezkedik el és 2018-ig az ország legkisebbje volt. |
| Indiana Dunes                |                                             | Indiana é. sz. 41,6533°, ny. h. 87,0524°41.653300°N 87.052400°WIndiana Dunes                         | 2019. február 15.    | 62,1 km2       | 2 834 180        | A park korábban nemzeti tópart védelemmel rendelkezett, a Michigan-tó déli partjának 32 kilométeres szakaszát öleli fel. Ezek mellett prérik és vizenyős területek is találhatók itt több, mint kétezer fajjal. |
| Isle Royale                  |                                             | Michigan é. sz. 48,10°, ny. h. 88,55°48.100000°N 88.550000°WIsle Royale                              | 1940. április 3.     | 2314 km2       | 25 454           | A Felső-tó legnagyobb szigete. Sok hajóroncsa és kiránduló ösvénye mellett négyszáz kisebb szigete is van a parknak, az Isle Royale partjától 7,2 kilométeren belül. A szigeten mindössze húsz emlős faj található. (BR) |
| Joshua Tree                  | Joshua trees and a rock formation           | Kalifornia é. sz. 33,79°, ny. h. 115,90°33.790000°N 115.900000°WJoshua Tree                          | 1994. október 31.    | 3217,9 km2     | 3 058 294        | A Colorado-, a Mojave-sivatag és a Little San Bernardino-hegység területének nagy részét a park teszi ki. (BR) |
| Katmai                       | Bears at Naknek Lake                        | Alaszka é. sz. 58,50°, ny. h. 155,00°58.500000°N 155.000000°WKatmai                                  | 1980. december 2.    | 14870,3 km2    | 33 908           | A park az alaszkai-félszigeten helyezkedik el és védelmének fő célpontja a Tízezer Füst Völgye, amit a Novarupta 1912-es kitörése töltött fel hamuval. Több, mint kétezer grizzly medve jelenik meg minden évben a területen, hogy lazacot vadásszon. Ezek mellett él itt rénszarvas, északnyugati farkas, jávorszarvas és rozsomák is.                                                                                          |
| Kenai Fjords                 |                                             | Alaszka é. sz. 59,92°, ny. h. 149,65°59.920000°N 149.650000°WKenai Fjords                            | 1980. december 2.    | 2710 km2       | 389 943          | A Kenai-félszigeten helyezkedik el, a park a Harding jégmezőt és az abból kiinduló harmincnyolc gleccsert és fjordot védi. A park nagy része nem érhető el kirándulók számára. |
| Kings Canyon                 | Copper Creek Trail at Kings Canyon          | Kalifornia é. sz. 36,80°, ny. h. 118,55°36.800000°N 118.550000°WKings Canyon                         | 1940. március 4.     | 1869,2 km2     | 640 986          | Sok óriás mamutfenyőnek ad otthont a park, amik közé tartozik a világ második legmagasabb fája is. Ugyan a nemzeti park megnevezést csak 1940-ben kapta meg, az 1890-ben alakult General Grant Nemzeti Park helyét vette át. (BR) |
| Kobuk Valley                 |                                             | Alaszka é. sz. 67,55°, ny. h. 159,28°67.550000°N 159.280000°WKobuk Valley                            | 1980. december 2.    | 7084,9 km2     | 16 925           | A nemzeti park a Kobuk folyó több, mint 98 kilométerét és homokdűnéit védi. Az Arktisz legnagyobb homokdűnéi itt fedezhetők fel. Kétszer egy évben fél millió rénszarvas halad át a területen. |
| Lake Clark                   |                                             | Alaszka é. sz. 60,97°, ny. h. 153,42°60.970000°N 153.420000°WLake Clark                              | 1980. december 2.    | 10602 km2      | 18 187           | A Lake Clark körülötti régióban négy aktív vulkán helyezkedik el, amik közé a Mount Redoubt is tartozik, illetve található itt több folyó, gleccser és vízesés is. |
| Lassen Volcanic              | Lake Helen with snow                        | Kalifornia é. sz. 40,49°, ny. h. 121,51°40.490000°N 121.510000°WLassen Volcanic                      | 1916. augusztus 9.   | 431,4 km2      | 446 291          | A Lassen Peak a világ legnagyobb lávakupolája a parkban található. Ugyan legutóbb 1915-ben tört ki, a park nagy része aktív. |
| Mammoth Cave                 |                                             | Kentucky é. sz. 37,18°, ny. h. 86,10°37.180000°N 86.100000°WMammoth Cave                             | 1941. július 1.      | 293,3 km2      | 663 147          | A barlangokból eddig 640 kilométert fedeztek fel, a Mammoth Cave világ legnagyobb ismert barlangrendszere. A parkban nyolc denevérfaj él, illetve Kentucky barlangi garnélarákok, északi barlanghalak és barlangi szalamandrák. (VÖ) (BR) |
| Mesa Verde                   | Cliff Palace at Mesa Verde                  | Colorado é. sz. 37,18°, ny. h. 108,49°37.180000°N 108.490000°WMesa Verde                             | 1906. június 29.     | 212,4 km2      | 499 790          | A területen több, mint négyezer régészeti helyszín található, ami a régióban 700 évig élő civilizációkat kutatja, beleértve a hegyoldal falába vájt palotát is. (VÖ) |
| Mount Rainier                |                                             | Washington é. sz. 46,85°, ny. h. 121,75°46.850000°N 121.750000°WMount Rainier                        | 1899. március 2.     | 956,6 km2      | 1 622 395        | A Mount Rainier egy aktív vulkán és a Cascade-hegység legmagasabb csúcsa. Huszonhat elnevezett gleccser található a hegyen, beleértve a legnagyobb és leghosszabb gleccser az országban. Paradise városa a parkban a világ egyik legtöbb hóesést kapó települése. |
| Nagy Homokdűnék              | Sunset shadows on sand dunes                | Colorado é. sz. 37,73°, ny. h. 105,51°37.730000°N 105.510000°WGreat Sand Dunes                       | 2004. szeptember 24. | 434,4 km2      | 493 428          | Észak-Amerika legmagasabb homokdűnéi találhatók meg a parkban. Ezeket a Rio Grande alakította ki. A park területén fekszik ezek mellett hat 3900 méteres hegcsúcs, tavak és őserdők is. |
| New River Gorge              | New River Gorge Bridge                      | Nyugat-Virginia é. sz. 38,07°, ny. h. 81,08°38.070000°N 81.080000°WNew River Gorge                   | 2020. december 27.   | 28,4 km2       | 1 593 523        | A park a legnagyobb folyóvölgyet védi a Mississippitől keletre. A terület nagy részét a völgy alsóbb területe teszi ki, a New River Gorge híd közelében. A park része ezek mellett Thurmond és Sandstone városai is. A folyó 85 kilométere ezek mellett vadrezervátum is. |
| North Cascades               | Cascade Pass                                | Washington é. sz. 48,70°, ny. h. 121,20°48.700000°N 121.200000°WNorth Cascades                       | 1968. október 2.     | 2042,8 km2     | 30 154           | A Cascade-hegység északi részén sok gleccser található. A folyóvölgyekben és hegycsúcsokon nyolc különböző, sokszínű életzóna lelhető fel, hetvenöt emlős és több, mint 1600 szövetes növény fajjal. A Stephen Mather Vadon több népszerű kirándulóhellyel is rendelkezik, mint a Cascade Pass, a Mount Shuksan, a Mount Triumph és az Eldorado Peak.                                                                            |
| Olympic                      |                                             | Washington é. sz. 47,97°, ny. h. 123,50°47.970000°N 123.500000°WOlympic                              | 1938. június 29.     | 3733,8 km2     | 2 432 972        | Az Olympic-félsziget parkja sokszínű ökoszisztémákat tartalmaz, a Csendes-óceán partjától, esőerdőkön át, az Olympic-hegységig. A Hoh és a Quinault esőerdők a kontinentális Egyesült Államok legnedvesebb területei, évente majdnem 3,7 méter csapadékot kapva. (VÖ) (BR) |
| Petrified Forest             | Cone-shaped rock formations                 | Arizona é. sz. 35,07°, ny. h. 109,78°35.070000°N 109.780000°WPetrified Forest                        | 1962. december 9.    | 895,9 km2      | 505 209          | A park területén 225 millió éves megkövesedett fák találhatók, egymáshoz nagy közelségben. Ezeket a Painted-sivatag veszi körbe, illetve a park dinoszaurusz fosszíliákat és 350 őslakos amerikai történelmi helyet is véd. |
| Pinnacles                    |                                             | Kalifornia é. sz. 36,48°, ny. h. 121,16°36.480000°N 121.160000°WPinnacles                            | 2013. január 10.     | 108 km2        | 275 023          | A park egy napjainkban már nem létező vulkán fennmaradó részeiről kapta nevét, sok arany és fekete monolit lelhető fel területén (andezit és riolit). Egyike azon védett területeknek, ahol a kaliforniai kondor még fellelhető a vadonban. Ezek mellett barlangrendszereiben tizenhárom denevérfaj található, illetve a parkban sok prérisólyom is él.                                                                          |
| Redwood                      | Foggy redwood grove                         | Kalifornia é. sz. 41,30°, ny. h. 124,00°41.300000°N 124.000000°WRedwood                              | 1968. október 2.     | 562,5 km2      | 458 400          | A nemzeti és a vele együtt működtetett állami parkok védelme alatt áll a Földön fennmaradó tengerparti mamutfenyők több, mint fele, amik egyben a világ legmagasabb fái közé tartoznak. A területen három nagy folyórendszer van, 60 kilométernyi védett partvonallal. (VÖ) |
| Rocky Mountain               | Bierstadt Lake and Rockies                  | Colorado é. sz. 40,40°, ny. h. 105,58°40.400000°N 105.580000°WRocky Mountain                         | 1915. január 26.     | 1075,8 km2     | 4 300 424        | A Sziklás-hegység ezen területe sokszínű ökoszisztémáknak ad otthont. Állatfajai közé tartozik a vapiti, a jávorszarvas, az öszvérszarvas, a kanadai vadjuh, a fekete medve és a puma. (BR) |
| Saguaro                      |                                             | Arizona é. sz. 32,25°, ny. h. 110,50°32.250000°N 110.500000°WSaguaro                                 | 1994. október 14.    | 375,9 km2      | 908 194          | A park két részre van osztva, két hegységről elnevezve, a Rincon-hegység és a Tucson-hegység. Az óriás saguaro kaktusz mellett hordókaktusz, bokorkaktusz és fügekaktusz is fellelhető, illetve nyugati erdeibaglyok és pekarik. |
| Sequoia                      | Giant sequoia grove                         | Kalifornia é. sz. 36,43°, ny. h. 118,68°36.430000°N 118.680000°WSequoia                              | 1890. szeptember 25. | 1635,2 km2     | 1 153 198        | A park védelme alatt áll a Giant Forest, ami a világ legnagyobb fáinak ad otthont, mint Sherman tábornok fája. A Sierra Nevada egy részlete is a parkhoz tartozik, illetve több, mint 240 barlang és a kontinentális Egyesült Államok legmagasabb csúcsa, a Mount Whitney is. (BR) |
| Shenandoah                   | Dark Hollow Falls in Autumn                 | Virginia é. sz. 38,53°, ny. h. 78,35°38.530000°N 78.350000°WShenandoah                               | 1935. december 26.   | 811,2 km2      | 1 449 300        | A Shenandoah-ban lelhető fel a Blue Ridge-hegység nagy része, amit keményfa-erdők lepnek el, sokszínű élővilággal. A Skyline Drive és az Appalache-ösvény az egész parkon áthalad, a Shenandoah folyóval együtt. |
| Theodore Roosevelt           |                                             | Észak-Dakota é. sz. 46,97°, ny. h. 103,45°46.970000°N 103.450000°WTheodore Roosevelt                 | 1978. november 10.   | 285,1 km2      | 668 679          | A régióban három badland található és nevét Theodore Roosevelt elnökről kapta. A terület állatvilágába tartozik az amerikai bölény, a villásszarvú antilop, a kanadai vadjuh és vadlovak. |
| Virgin-szigetek              |                                             | Virgin-szigetek é. sz. 18,33°, ny. h. 64,73°18.330000°N 64.730000°WVirgin Islands                    | 1956. augusztus 2.   | 60,9 km2       | 196 752          | A park Saint John szigetén található meg és annak tengerpartjait, erdőit és korallzátonyait védi. |
| Voyageurs                    |                                             | Minnesota é. sz. 48,50°, ny. h. 92,88°48.500000°N 92.880000°WVoyageurs                               | 1975. április 8.     | 883,1 km2      | 221 434          | A park négy tavat véd a kanadai-amerikai határon. Ezek mellett őslakos amerikai törzsek történelmi helyei is ide tartoznak. A régió mai földrajzát gleccserek alakították ki. |
| White Sands                  |                                             | Új-Mexikó é. sz. 32,78°, ny. h. 106,17°32.780000°N 106.170000°WWhite Sands                           | 2019. december 20.   | 592,2 km2      | 705 127          | A Tularosa-medencében található White Sands 710 km2-es fehér gipszhomok-mezőt és dűnéket ölel fel, a White Sands Rakétakísérleti Telep része, tesztek idején teljesen be van zárva. |
| Wind Cave                    |                                             | Dél-Dakota é. sz. 43,57°, ny. h. 103,48°43.570000°N 103.480000°WWind Cave                            | 1903. január 9.      | 137,5 km2      | 607 418          | A park egy barlangrendszerből áll, főleg kőzetképződése teszi különlegessé. A világ egyik leghosszabb barlangja. A felszínen prérik lelhetők fel, bölényekkel, feketelábú görényekkel, prérikutyákkal és amerikai sárgafenyő-erdőkkel. |
| Wrangell–Saint Elias         |                                             | Alaszka é. sz. 61,00°, ny. h. 142,00°61.000000°N 142.000000°WWrangell – St. Elias                    | 1980. december 2.    | 33682,6 km2    | 65 236           | Az ország legnagyobb nemzeti parkja az Alaszkai-, a Chugach-, a Wrangell-, és a Saint Elias-hegységek találkozásánál található. A park több, mint negyede gleccser. (VÖ) |
| Yellowstone                  | Steam rises from a rainbow hot spring       | Wyoming, Montana, Idaho é. sz. 44,60°, ny. h. 110,50°44.600000°N 110.500000°WYellowstone             | 1872. március 1.     | 8983,2 km2     | 3 290 242        | A Yellowstone kalderán helyezkedik, a park geotermikus aktivitása magas, sok gejzírrel rendelkezik. A Yellowstone folyón sok magas vízesés, a park további területein pedig négy hegység helyezkedik el. A Yellowstone a világ egyik legismertebb nemzeti parkja, több, mint hatvan emlős fajnak ad otthont, mint az északnyugati farkas, a grizzly-, és fekete medve, a hiúz, illetve a vapiti. (VÖ) (BR)                       |
| Yosemite                     | Half Dome view from Glacier Point           | Kalifornia é. sz. 37,83°, ny. h. 119,50°37.830000°N 119.500000°WYosemite                             | 1890. október 1.     | 3082,7 km2     | 3 667 550        | A Yosemite leginkább gránit hegyeiről és őserdőiről ismert. A park völgyét gleccserek vájták ki, míg a Yosemite Falls Észak-Amerika egyik legmagasabb vízesése (739 méter). A park több ritka állat-, és növényfajnak is otthont ad. (VÖ) |
| Zion                         |                                             | Utah é. sz. 37,30°, ny. h. 113,05°37.300000°N 113.050000°WZion                                       | 1919. november 19.   | 595,9 km2      | 4 692 417        | A Colorado-fennsík, a Nagy-medence és a Mojave-sivatag találkozásánál helyezkedik el. A park tele van homokkő-képződményekkel. Négy ökoszisztémára osztható fel: sivatag, parti zóna, erdő és mérsékelt erdő. |

## Államonként és területenként
Az alábbi listán az a harminc állam és két külterület szerepel, amelyeknek vannak nemzeti parkjai.
Külterületek dőlt betűkkel feltüntetve.
| State                    | Összesen | Csak az állam területén | Megosztva |
| ------------------------ | -------- | ----------------------- | --------- |
| Kalifornia               | 9        | 8                       | 1         |
| Alaszka                  | 8        | 8                       | —         |
| Utah                     | 5        | 5                       | —         |
| Colorado                 | 4        | 4                       | —         |
| Arizona                  | 3        | 3                       | —         |
| Florida                  | 3        | 3                       | —         |
| Washington               | 3        | 3                       | —         |
| Hawaii                   | 2        | 2                       | —         |
| Új-Mexikó                | 2        | 2                       | —         |
| Dél-Dakota               | 2        | 2                       | —         |
| Texas                    | 2        | 2                       | —         |
| Montana                  | 2        | 1                       | 1         |
| Nevada                   | 2        | 1                       | 1         |
| Wyoming                  | 2        | 1                       | 1         |
| Amerikai Szamoa          | 1        | 1                       | —         |
| Arkansas                 | 1        | 1                       | —         |
| Indiana                  | 1        | 1                       | —         |
| Kentucky                 | 1        | 1                       | —         |
| Maine                    | 1        | 1                       | —         |
| Michigan                 | 1        | 1                       | —         |
| Minnesota                | 1        | 1                       | —         |
| Missouri                 | 1        | 1                       | —         |
| Észak-Dakota             | 1        | 1                       | —         |
| Ohio                     | 1        | 1                       | —         |
| Oregon                   | 1        | 1                       | —         |
| Dél-Karolina             | 1        | 1                       | —         |
| Amerikai Virgin-szigetek | 1        | 1                       | —         |
| Virginia                 | 1        | 1                       | —         |
| Nyugat-Virginia          | 1        | 1                       | —         |
| Idaho                    | 1        | —                       | 1         |
| Észak-Karolina           | 1        | —                       | 1         |
| Tennessee                | 1        | —                       | 1         |

## Térképen
| Acadia Arches Badlands Big Bend Biscayne Black Canyon Bryce Canyon Canyonlands Capitol Reef Carlsbad Caverns Channel Islands Congaree Crater Lake Cuyahoga Valley Death Valley Dry Tortugas Everglades Gateway Arch Glacier Grand Canyon Grand Teton Great Basin Nagy Homokdűnék Great Smoky Mountains Guadalupe Mountains Hot Springs Indiana Dunes Isle Royale Joshua Tree Kings Canyon Lassen Volcanic Mammoth Cave Mesa Verde Mount Rainier New River Gorge North Cascades Olympic Petrified Forest Pinnacles Redwood Rocky Mountain Saguaro Sequoia Shenandoah Theodore Roosevelt Voyageurs White Sands Wind Cave Yellowstone Yosemite Zion A kontinentális Egyesült Államok ötvenegy nemzeti parkja | |
| Denali Gates of the Arctic Glacier Bay Katmai Kenai Fjords Kobuk Valley Lake Clark Wrangell–St. Elias A nyolc alaszkai nemzeti park | Amerikai Szamoa Haleakalā Hawaii Vulkánok Az Egyesült Államok három nemzeti parkja a Csendes-óceánban |

1. ↑  A Virgin-szigeteki Nemzeti Park az egyetlen, amelyik egyik térképen se szerepel, Florida csúcsától dél-keletre helyezkedik el, nagyjából 1780 kilométerre